# Lugeon-Test
Der Lugeon-Test (nach dem Schweizer Geologen Maurice Lugeon; auch: WD-Test, Wasserdruck-Test, Wasserabpressversuch) ist im Bergbau, in der Bohrtechnik und in der Geotechnik ein Test in einem Bohrloch, bei dem die Durchlässigkeit des umgebenden Gesteins durch Einpressen von Wasser geprüft wird.
Die verpresste Wassermenge wird in der Einheit Lugeon (Lu) gemessen:
{\displaystyle \mathrm {1Lu=1{\frac {L}{min\cdot m\cdot 10\,bar}}} }
(Wassermenge pro Bohrlochlänge bei bestimmtem Druck).
Die mit dem Lugeon-Test bestimmte Durchlässigkeit ist entscheidend für die Notwendigkeit, den Felsuntergrund abzudichten und z. B. mit Zement zu verpressen. Andererseits ist es ein Test, um den Erfolg einer vorherigen Verpressung zu überprüfen, z. B. bei einem Dichtungsschleier.